# Публичное мероприятие
Публичное мероприятие — определённое действие с привлечением широкого круга лиц.
В соответствии с Федеральным законом Российской Федерации от 19 июня 2004 г. N 54-ФЗ «О собраниях, митингах, демонстрациях, шествиях и пикетированиях», публичное мероприятие — открытая, мирная, доступная каждому, проводимая в форме собрания, митинга, демонстрации, шествия или пикетирования либо в различных сочетаниях этих форм акция, осуществляемая по инициативе граждан Российской Федерации, политических партий, других общественных объединений и религиозных объединений. Целью публичного мероприятия является свободное выражение и формирование мнений, а также выдвижение требований по различным вопросам политической, экономической, социальной и культурной жизни страны и вопросам внешней политики.

## Формы публичных мероприятий
- Лекция (публичная лекция)( на основании Федерального закона от 19.06.2004 N 54-ФЗ «О собраниях,митингах,демонстрациях,шествиях и пикетированиях» лекция не является публичным мероприятием.;
- Собрание;
- пикет;
- Митинг;
- демонстрация;
- Шествие;
- Протест.